# Алексіс Еррера
Алексіс Адріан Еррера Ернандес (ісп. Alexis Adrián Herrera Hernández; 21 грудня 1989) — венесуельський футбольний арбітр. Арбітр ФІФА та КОНМЕБОЛ з 2017 року.

## Кар'єра
З серпня 2011 року Еррера є арбітром у венесуельського Прімера Дивізіону, де вже провів понад 180 матчів.
З 2017 року він входить до списку суддів ФІФА ті судить міжнародні футбольні матчі.
На Кубку Америки 2019 року в Бразилії Еррера судив матч групового етапу. Два роки по тому він знову був призначений на Кубок Америки 2021 року в Бразилії, де він також судив матч групового етапу.
Еррера регулярно судить матчі Кубка Лібертадорес і Південноамериканського Кубка. Крім того, він судив матчі південноамериканської кваліфікації до чемпіонату світу 2022 року в Катарі (п'ять матчів) та товариські матчі.
Еррера був призначений на Кубок Америки 2024 року і, серед іншого, судив матч за третє місце.
В рамках співпраці між УЄФА та КОНМЕБОЛ він судив кілька матчів на чемпіонаті Європи U21 2025 року.